# Moldau
Vltava
Voir aussi La Moldau mouvement du poème symphonique Má Vlast de Bedřich Smetana
La Moldau ou la Vltava (en tchèque Vltava [ˈvl̩tava]  ; en allemand Moldau [ˈmɔldaʊ̯] ) est la plus longue rivière de la Tchéquie, et arrose notamment sa capitale Prague avant de se jeter dans l'Elbe.
Souvent considérée comme un symbole de la Tchéquie, elle a inspiré le mouvement La Moldau ou Vltava du poème symphonique Má Vlast de Bedřich Smetana.

## Étymologie
Le nom tchèque et le nom allemand de la rivière auraient comme origine le germanique ancien *wilt ahwa (« eau sauvage »).
Dans les Annales de Fulda (872), le fleuve est nommé Fuldaha ; à partir de 1113, il est noté sous la forme Wultha. Dans la Chronica Boemorum (1125), il est attesté pour la première fois sous sa forme bohémienne comme Wlitaua.

## Géographie
La Vltava prend sa source dans la forêt de Bohême. La Teplá Vltava (ce qui signifie « Vltava chaude » en tchèque), qui est considérée comme le cours principal, prend sa source sur le versant oriental de la Montagne Noire (Černá hora, 1 315 m) dans la forêt de Bohême, à une altitude de 1 172 m, et porte alors le nom de Černý potok (ruisseau noir). Elle rejoint la Studená Vltava (« Vltava froide » - Kalte Moldau en allemand) à l'altitude de 731 m. À partir de la confluence de ces deux cours d'eau, elle est nommée Vltava.
La Vltava traverse la Bohême du sud au nord. Elle passe au pied du château de Rožmberk, traverse les villes de Český Krumlov, České Budějovice, puis Prague où elle coule sous le fameux pont Charles. Elle se jette dans l'Elbe à Mělník après un parcours de 430 km.
À sa confluence avec l'Elbe, elle est en fait plus longue, et charrie un débit d'eau plus important, que la partie de l'Elbe antérieure à ce point. Malgré cela, le fleuve formé par la confluence des deux cours d'eau est nommé l'Elbe, et non la Moldau (ce qui serait hydrologiquement plus logique), pour des raisons historiques.
Elle alimente de nombreuses centrales hydroélectriques.
Sur la rive gauche de la Vltava se trouve la réserve naturelle des rochers de Barrande.

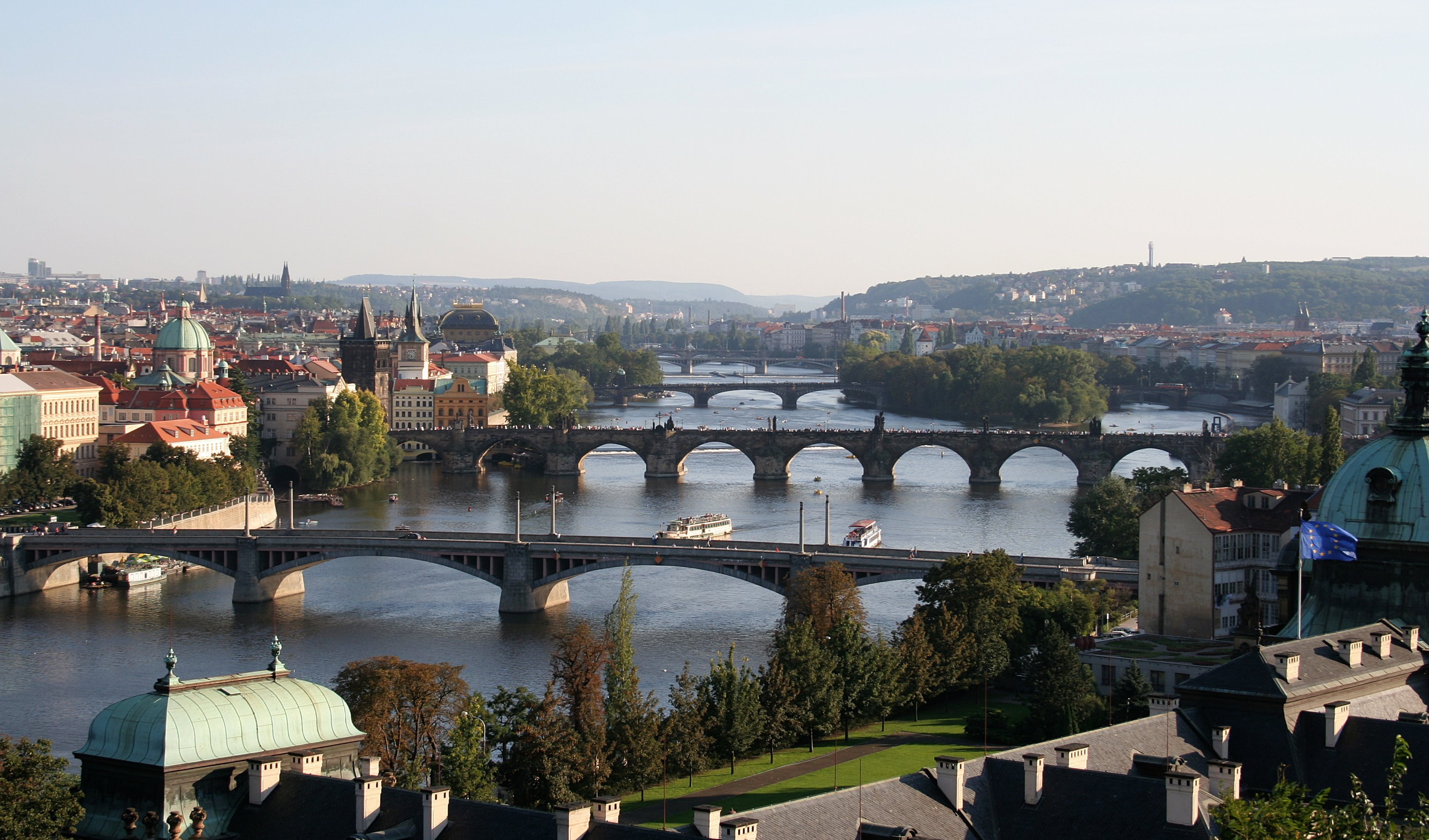
Les ponts sur la Vltava à Prague.
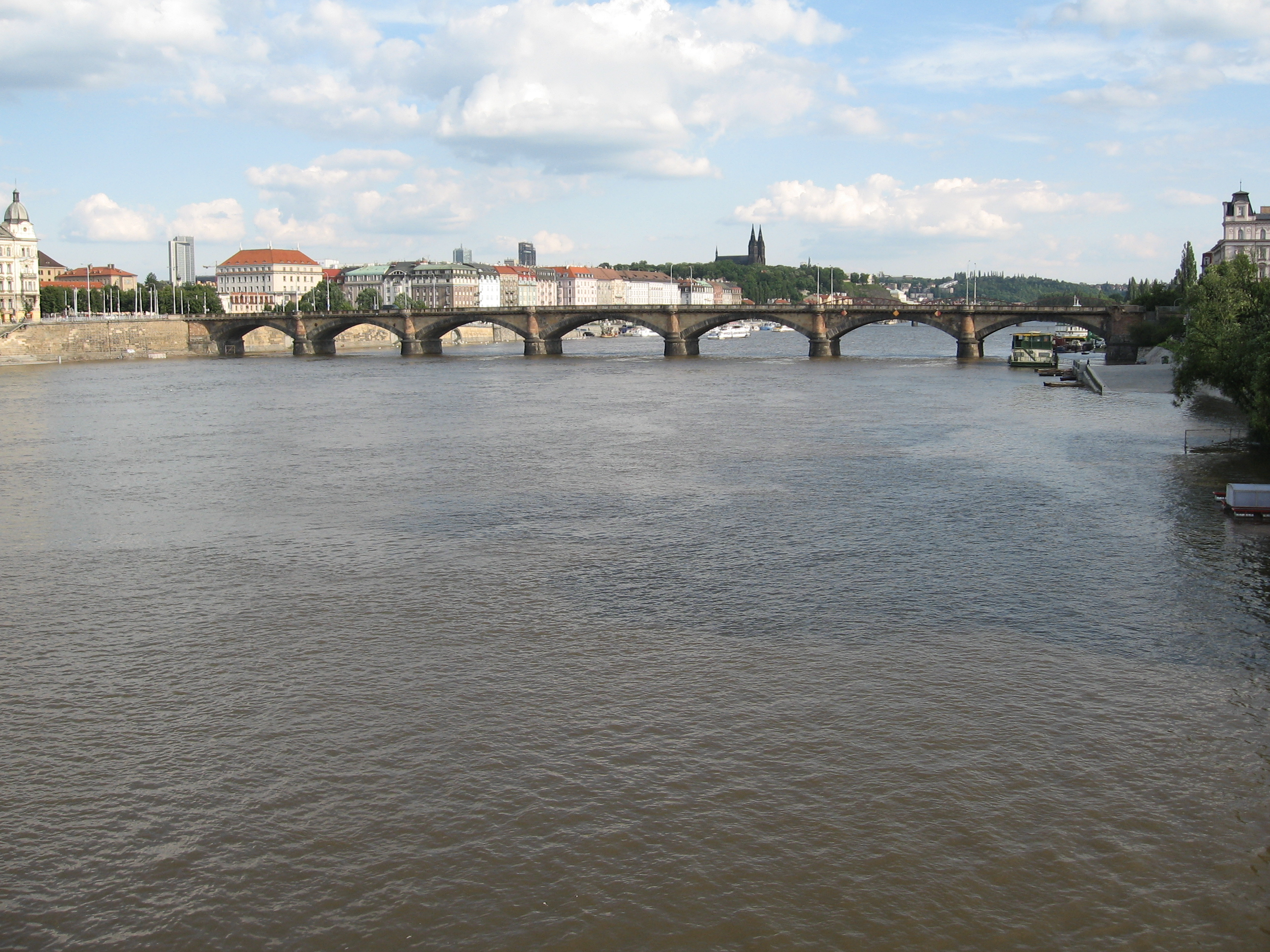
Le Pont Palacký à Prague.
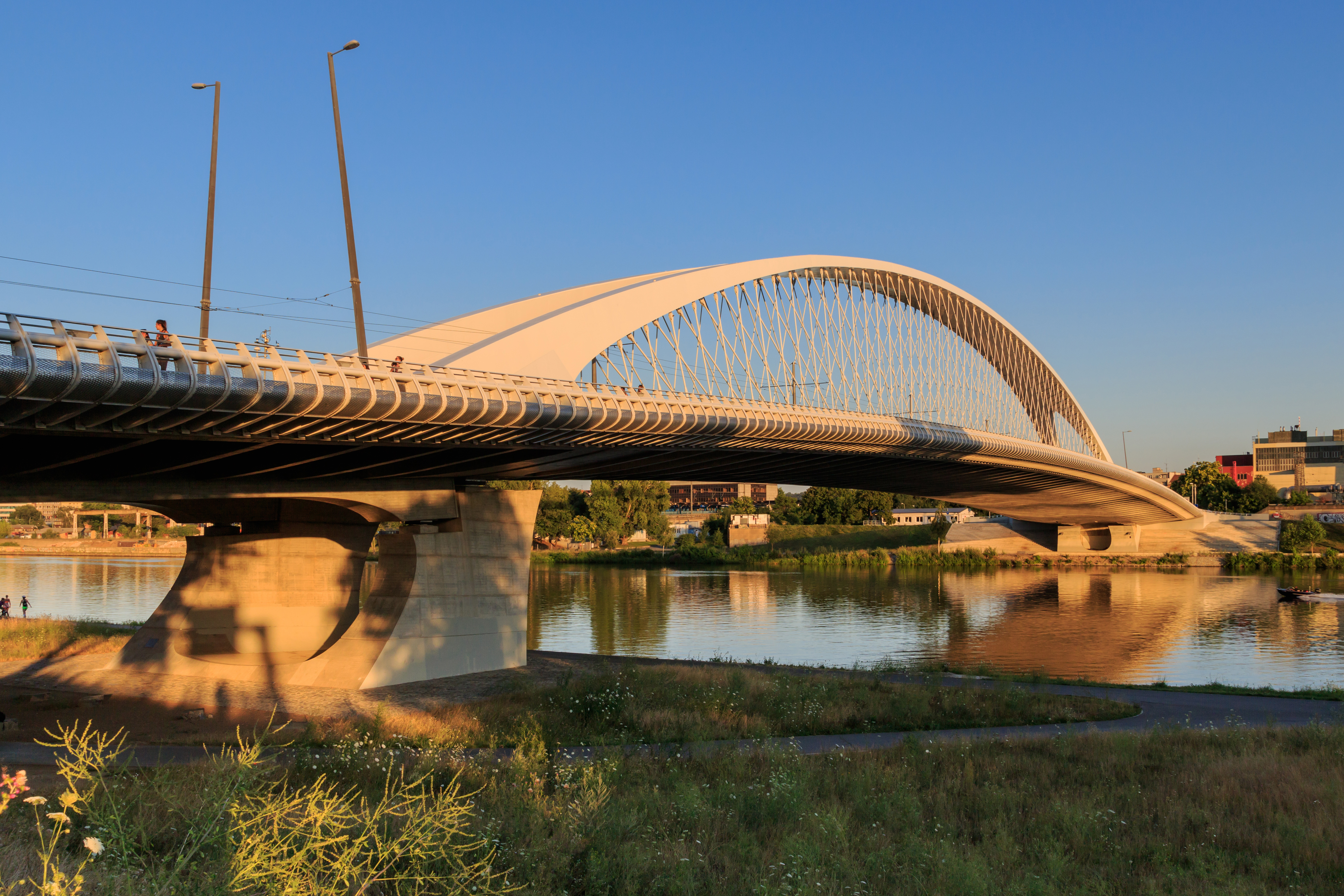
Pont de Troja à Prague.
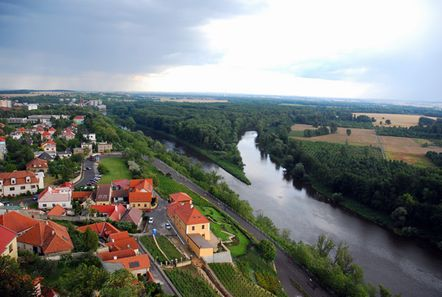
Confluent de la Vltava (à droite) et de l'Elbe à Mělník.
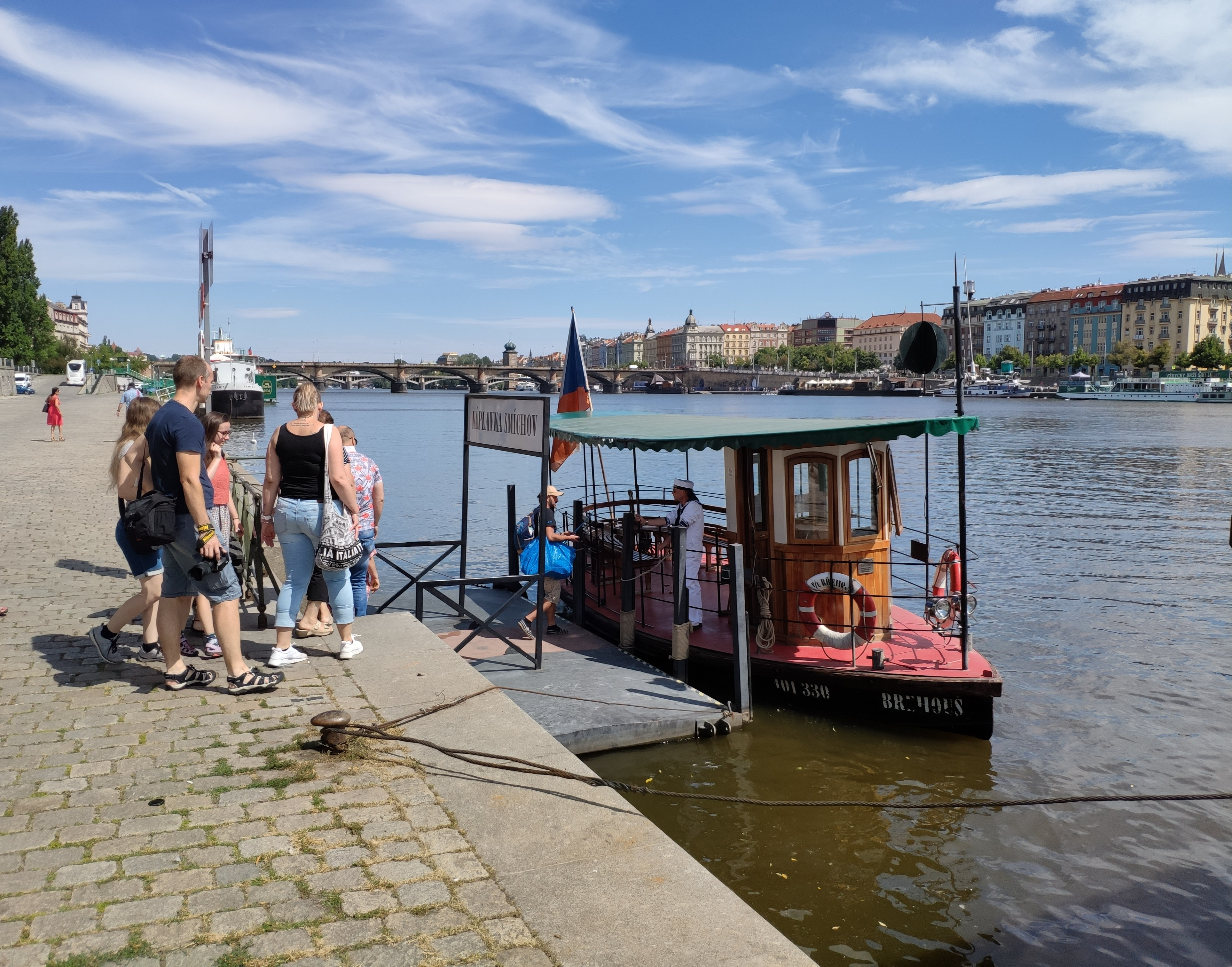
Transport en bateau sur la Vltava à Prague.
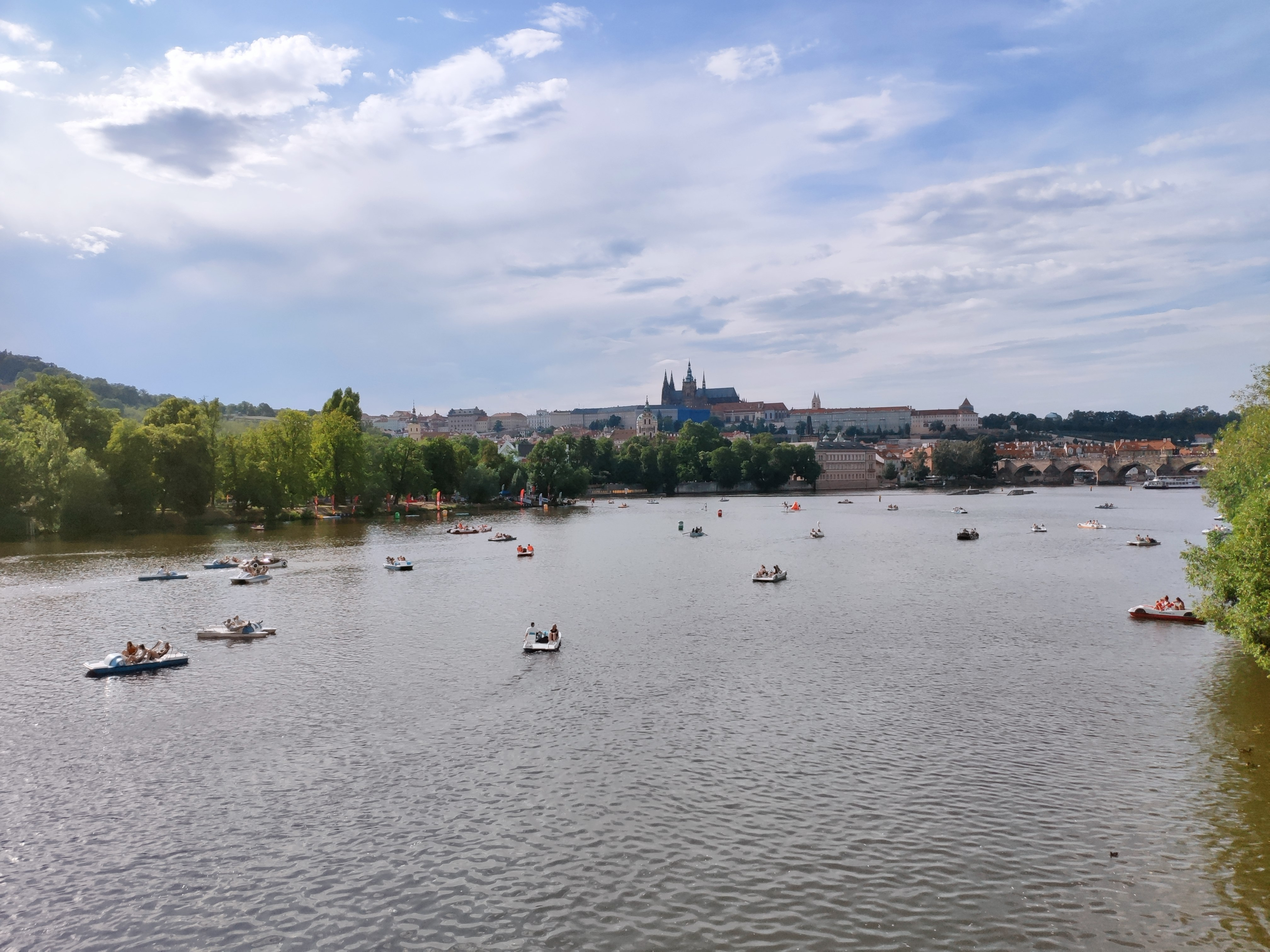
La Vltava envahie de pédalos à Prague.
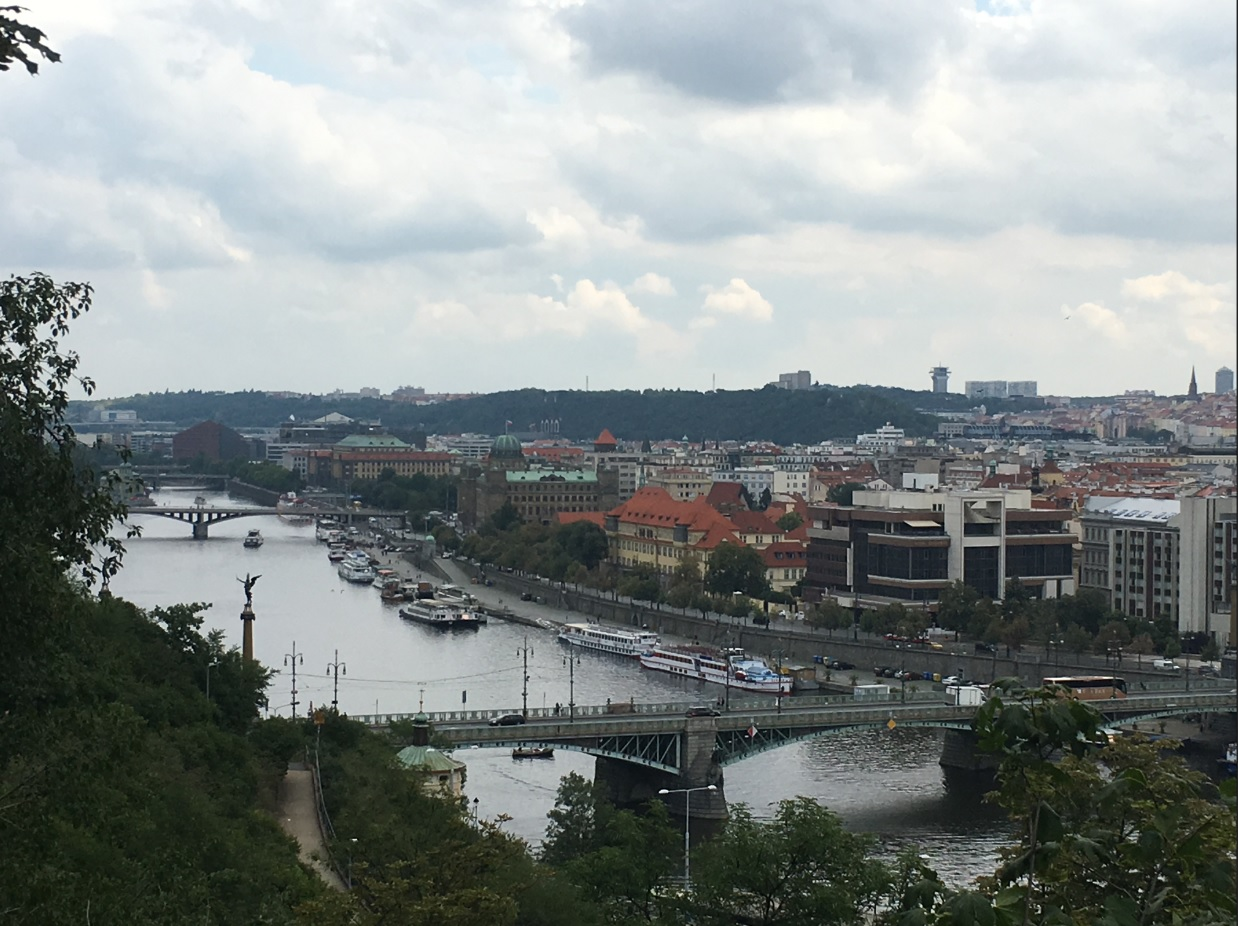
Vue de la rivière Vltava depuis le parc Letna.

## Affluents
En rive droite :
- Hrejkovický potok

En rive gauche :

### Îlots de la rivière
À Prague :
- Île Dětský.
- Île Kampa.
- Île Slovanský.

## Musique
La rivière a inspiré le compositeur Bedřich Smetana qui lui a consacré le deuxième mouvement de son poème symphonique Má Vlast (Ma Patrie). Ce mouvement, appelé La Vltava, est  plus connu sous son nom allemand La Moldau.